# Коммунист (Саратовская область)
Коммунист — село в Краснокутском районе Саратовской области, в составе сельского поселения «Интернациональное муниципальное образование».
Население — 9 (2010)

## История
На карте генштаба РККА 1941 года отмечено под названием Колумбия. Населённый пункт относился к Краснокутскому кантону АССР немцев Поволжья.
28 августа 1941 года был издан Указ Президиума ВС СССР о переселении немцев, проживающих в районах Поволжья. Немецкое население было депортировано. После ликвидации АССР немцев Поволжья село, как и другие населённые пункты Краснокутского кантона было передано Саратовской области.

## Физико-географическая характеристика
Село расположено в Низком Заволжье, в пределах Сыртовой равнины, относящейся к Восточно-Европейской равнине, на высоте около 80 метров над уровнем моря. Рельеф местности равнинный, полого-увалистый. Почвы каштановые солонцеватые и солончаковые.
По автомобильным дорогам расстояние до районного центра города Красный Кут — 22 км, до села Интернациональное — 12 км.
Часовой пояс
Коммунист, как и вся Саратовская область, находится в часовой зоне МСК+1. Смещение применяемого времени относительно UTC составляет +4:00.

## Население
Динамика численности населения по годам:
| 1987 | 2002 |
| ---- | ---- |
| ≈ 70 | 13   |

| 2010 |
| ---- |
| 9    |

Национальный состав
Согласно результатам переписи 2002 года в посёлке проживали казахи (58 %) и чеченцы (42 %).